# Echidnopsis
Echidnopsis là chi thực vật có hoa trong họ Apocynaceae.